# Pfarrkirche hl. Pankraz (Sigharting)

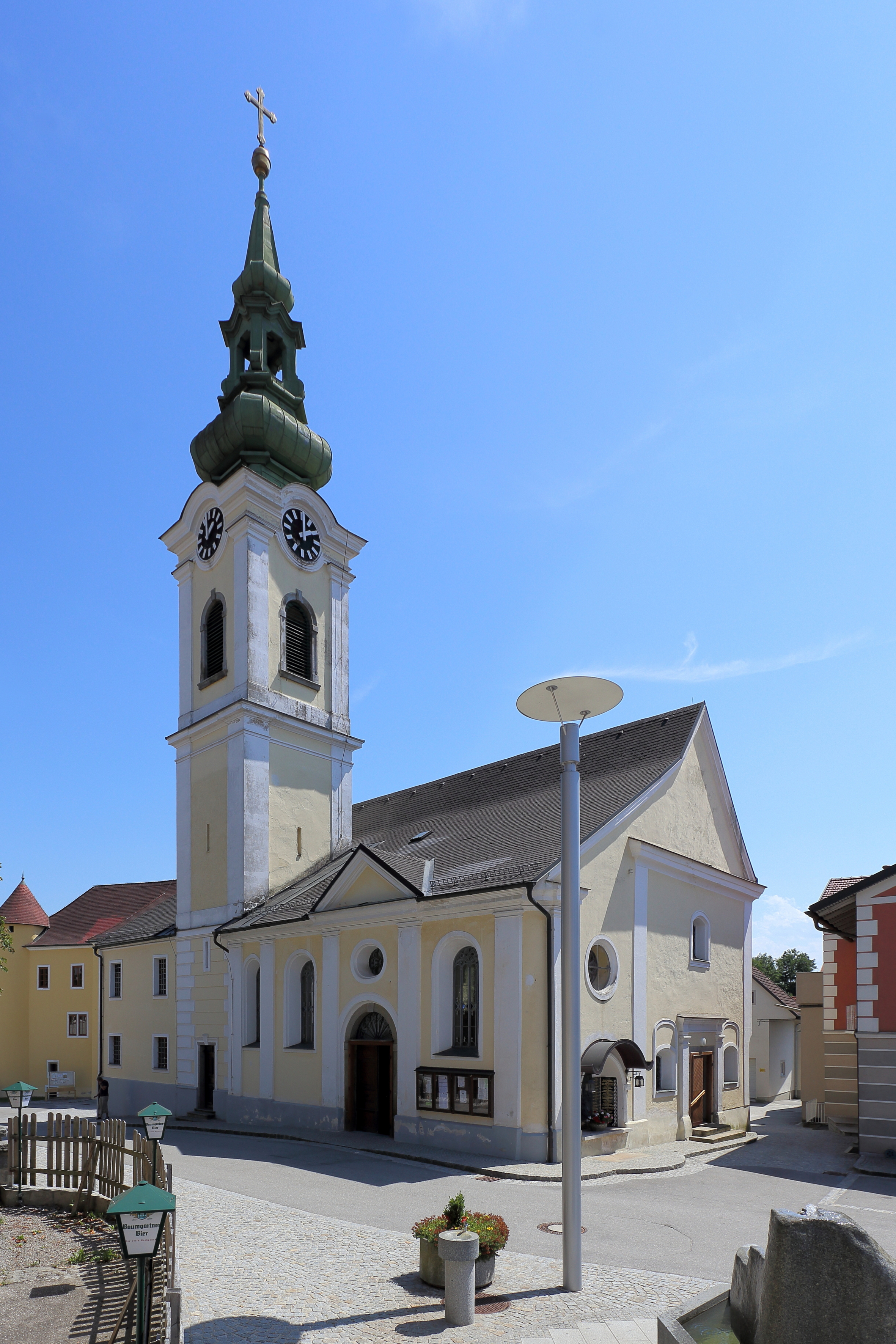
Kath. Pfarrkirche hl. Pankraz in Sigharting

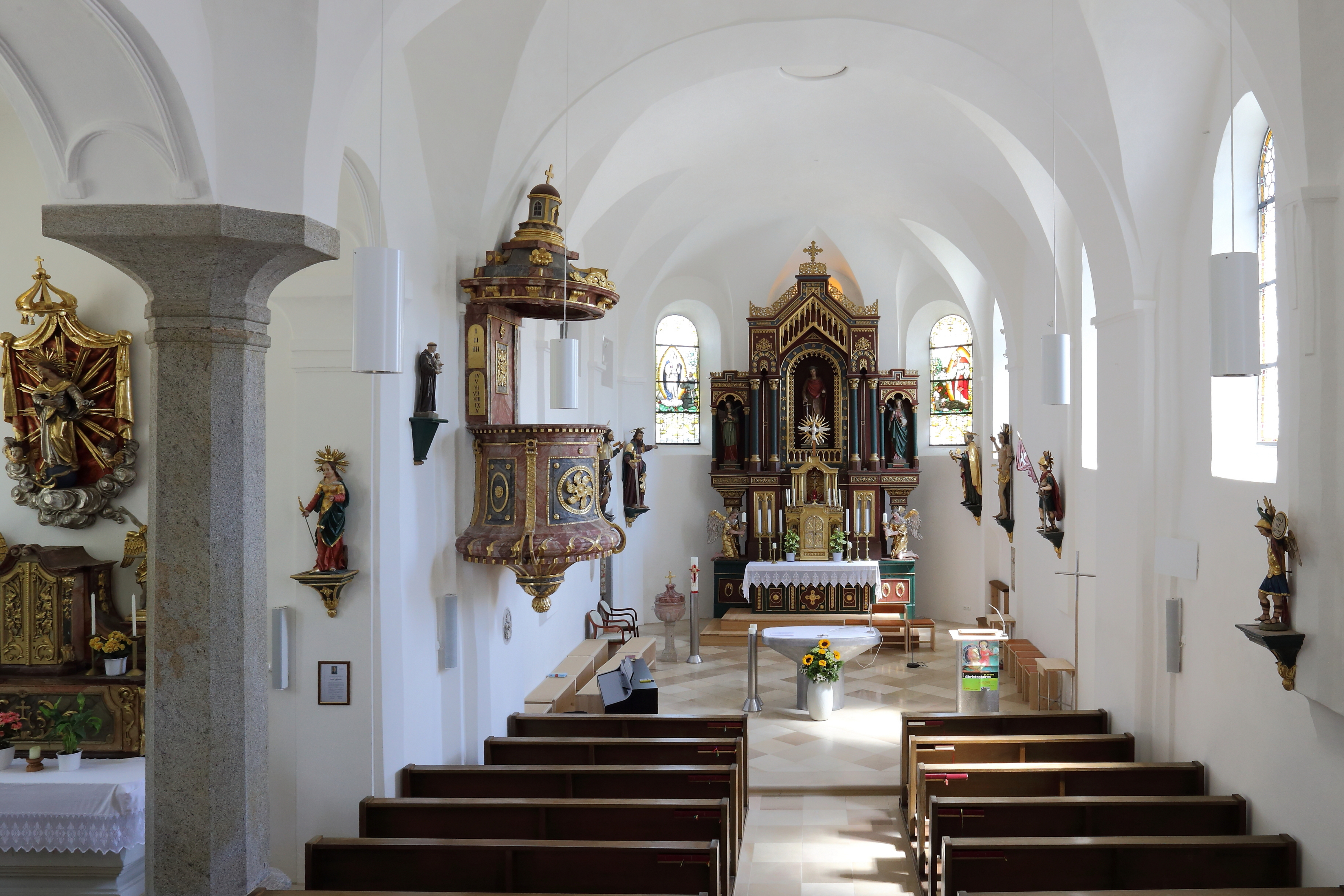
Im Langhaus zum Chor mit Seitenschiff links

Die römisch-katholische Pfarrkirche Sigharting steht im Ort Sigharting in der Gemeinde Sigharting im Bezirk Schärding in Oberösterreich. Die auf den heiligen Pankratius geweihte Pfarrkirche gehört zum Dekanat Andorf in der Diözese Linz. Das Gebäude steht unter Denkmalschutz.

## Geschichte und Architektur
Urkundlich wurde 1120 eine Kirche genannt. Die Kirche entstand im 15. Jahrhundert als Schlosskapelle der Herren von Pürching auf Sigharting. Sie errichteten im Jahre 1609 darin eine Gruft, die im Jahre 1920 zugeschüttet wurde. Diese Kapelle hatte die Ausmaße von 11,5 × 6,5 Meter, und trug einen Dachreiter mit zwei Glocken. 1701 erhielt ebendort einen gemauerten Nordturm.
Von 1699 bis 1701 wurde die gotische dreijochige Kapelle um zwei Joche nach Westen erweitert. 1785 wurde die Schlosskapelle zur Pfarrkirche erhoben. Jedoch fanden in dem Gebäude von den damals etwa 600 Bewohnern nur 200 Platz. 1807 wurde nach Osten ein dreijochiger Chor mit einem Dreizwölftelschluss angebaut. 1869 wurde die Kirche um ein nördliches Seitenschiff (Marienkapelle) erweitert und eine zweigeschoßige Empore eingebaut. 1893 wurde der Turm im nördlichen Chorwinkel mit einem Zwiebelhelm unter Dombaumeister Matthäus Schlager erneuert. Das Kircheninnere zeigt sich mit Gurtgewölben mit Stichkappen.

## Ausstattung
Die Altäre haben neuromanische Formen. Der Hochaltar aus 1886 trägt mittig die Statue hl. Pankratius mit den Seitenfiguren der Heiligen Agnes und Cäcilia. Die barocke Kanzel wurde 1788 oder 1807 vom Sighartinger Schreiner Matthias Rosenstingl geschaffen. Der Marienaltar der Marienkapelle wurde in seiner heutigen Form im Jahre 1961 errichtet und trägt eine Immaculatastatue, einen Tabernakel und zwei flankierenden Engel.
Die Orgel stammt ursprünglich aus dem Jahr 1786 von Josef Gast. Sie wurde im Lauf der Zeit mehrmals restauriert. Sie besitzt insgesamt 402 Pfeifen.
An der Südseite des Langhauses befinden sich die bemerkenswerten Marmorepitaphien zweier Sighartinger Schlossherren. Der östlichere erinnert an Johann Carl von Pürching († 4. Januar 1626), der die Gruft errichten ließ, und hat eine Größe von ca. 2 × 1 Meter. Er besteht aus weißem Kelheimer Marmor. Der westlichere, ebenfalls etwa 2 × 1 Meter groß, besteht aus rotem und weißem Marmor und erinnert an den letzten Pürchinger auf Sigharting, Johann Ulrich († 13. Januar 1632).